# Банкеро, Эльвио
Эльвио Банкеро (итал. Elvio Banchero; 28 апреля 1904 , Алессандрия — 21 января 1982 , Алессандрия) — итальянский футболист, игравший на позиции нападающего. По завершении игровой карьеры — футбольный тренер. Бронзовый призёр Олимпийских игр 1928 года.
Выступал, в частности, за клубы «Алессандрия», «Дженоа 1893» и «Рома», а также национальную сборную Италии.

## Клубная карьера
Родился 28 апреля 1904 года в городе Алессандрия. Воспитанник футбольной школы клуба «Алессандрия». Взрослую футбольную карьеру начал в 1921 году в основной команде этого же клуба, в которой провел три сезона, приняв участие в 44 матчах чемпионата.
В течение 1924—1925 годов защищал цвета клуба СПАЛ.
Своей игрой за последнюю команду вновь привлек внимание представителей тренерского штаба клуба «Алессандрия», в состав которого вернулся в 1925 году. На этот раз сыграл за клуб следующие четыре сезона своей карьеры. Большинство времени, проведенного в составе «Алессандрии», был основным игроком атакующей звена команды. Был одним из главных бомбардиров команды, имея среднюю результативность на уровне 0,57 гола за игру первенства.
Летом 1929 года заключил контракт с клубом «Дженоа 1893», в составе которого провел следующие три года своей карьеры. Играя в составе «Дженоа» также, как правило, выходил на поле в основном составе и числился среди лучших голеадоров, отличаясь забитым голом в каждой второй игре чемпионата.
С 1932 года, два сезона защищал цвета клуба «Рома», после чего перешел в «Бари», где провел ещё два года, а в сезоне 1936/37 выступал за родную «Алессандрию» в статусе играющего тренера.
Завершил профессиональную игровую карьеру в «Парма», за которую выступал на протяжении сезона 1937/38 в Серии С также в должности играющего тренера.

## Выступления за сборную
В составе сборной был участником футбольного турнира на Олимпийских играх 1928 в Амстердаме, на котором команда завоевала бронзовые награды, провел 2 игры и забил 4 гола: один в ворота сборной Франции и три в матче за 3-е место против сборной Египта.
В феврале 1931 года сыграл свой третий и последний матч в составе национальной сборной Италии в рамках Кубка Центральной Европы против австрийцев.

## Карьера тренера
Кроме работы играющим тренером в «Алессандрии» и «Парме» больше никого на высоком уровне не тренировал, в 1955 году ненадолго возглавил клуб «Дертона», выступавший в региональной лиге Ломбардии.
Умер 21 января 1982 года на 78-м году жизни в родном городе Алессандрия.